# Клюкино (городской округ Семёновский)
Клю́кино —  деревня в городском округе Семёновский Нижегородской области России. Входит в состав Шалдежского сельсовета.

## География
Деревня расположена на правом берегу реки Клюкинка, в 5 км от административного центра сельсовета — деревни Шалдеж и 76 км от областного центра — Нижнего Новгорода.
Часовой пояс
Клюкино, как и вся Нижегородская область, находится в часовой зоне МСК (московское время). Смещение применяемого времени относительно UTC составляет +3:00.

## Население
| 2002 | 2010 |
| ---- | ---- |
| 38   | ↘28  |